# Championnats d'Europe de patinage artistique 2007
Navigation
Édition précédente Édition suivante
Les championnats d'Europe de patinage artistique 2007 ont eu lieu du 22 au 28 janvier 2007 à la Halle Torwar de Varsovie en Pologne.

## Qualifications
Les patineurs sont éligibles à l'épreuve s'ils représentent une nation européenne membre de l'Union internationale de patinage (International Skating Union en anglais) et s'ils ont atteint l'âge de 15 ans avant le 1er juillet 2006 dans leur pays de naissance. La compétition correspondante pour les patineurs non européens est le championnat des Quatre Continents 2007. Les fédérations nationales sélectionnent leurs patineurs en fonction de leurs propres critères, mais l'Union internationale de patinage exige un score minimum d'éléments techniques (Technical Elements Score en anglais) lors d'une compétition internationale avant les championnats d'Europe.
Sur la base des résultats des championnats d'Europe 2006, l'Union internationale de patinage autorise chaque pays à avoir de une à trois inscriptions par discipline.
| Entrées                                                           | Messieurs                                   | Dames                           | Couples                         | Danse sur glace                                               |
| ----------------------------------------------------------------- | ------------------------------------------- | ------------------------------- | ------------------------------- | ------------------------------------------------------------- |
| 3                                                                 | France Russie                               | Finlande Russie                 | Allemagne Russie                | Russie                                                        |
| 2                                                                 | Allemagne Belgique Roumanie Suisse Tchéquie | Allemagne Géorgie Italie Suisse | Bulgarie France Pologne Ukraine | Azerbaïdjan France Israël Italie Lituanie Royaume-Uni Ukraine |
| Si non répertorié ci-dessus, une seule inscription est autorisée. |                                             |                                 |                                 |                                                               |

## Podiums
| Épreuves                            | Or                                      | Argent                            | Bronze                           |
| ----------------------------------- | --------------------------------------- | --------------------------------- | -------------------------------- |
| Messieurs résultats détaillés       | Brian Joubert                           | Tomáš Verner                      | Kevin Van Der Perren             |
| Dames résultats détaillés           | Carolina Kostner                        | Sarah Meier                       | Kiira Korpi                      |
| Couples résultats détaillés         | Aljona Savchenko / Robin Szolkowy       | Maria Petrova / Aleksey Tikhonov  | Dorota Zagórska / Mariusz Siudek |
| Danse sur glace résultats détaillés | Isabelle Delobel / Olivier Schoenfelder | Oksana Domnina / Maksim Chabaline | Albena Denkova / Maxim Staviski  |

## Tableau des médailles
| Rang  | Nation    | Or | Argent | Bronze | Total |
| ----- | --------- | -- | ------ | ------ | ----- |
| 1     | France    | 2  | 0      | 0      | 2     |
| 2     | Allemagne | 1  | 0      | 0      | 1     |
| 2     | Italie    | 1  | 0      | 0      | 1     |
| 4     | Russie    | 0  | 2      | 0      | 2     |
| 5     | Suisse    | 0  | 1      | 0      | 1     |
| 5     | Tchéquie  | 0  | 1      | 0      | 1     |
| 7     | Belgique  | 0  | 0      | 1      | 1     |
| 7     | Bulgarie  | 0  | 0      | 1      | 1     |
| 7     | Finlande  | 0  | 0      | 1      | 1     |
| 7     | Pologne   | 0  | 0      | 1      | 1     |
| Total | Total     | 4  | 4      | 4      | 12    |

## Détails des compétitions

### Messieurs

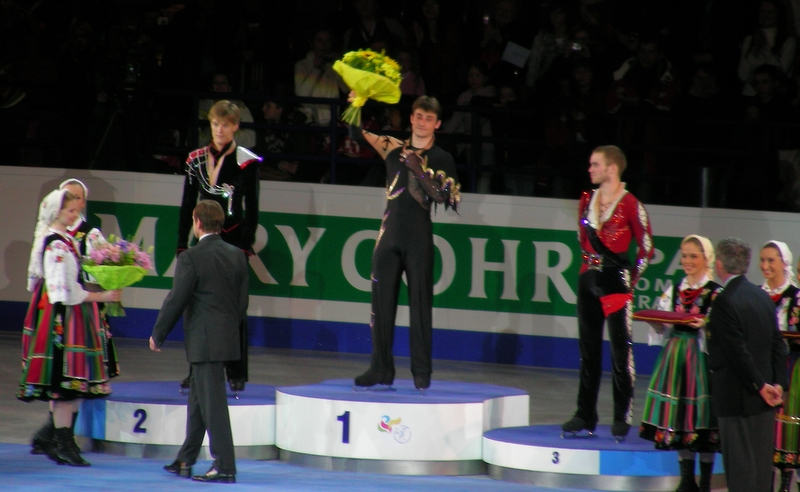
Podium des Messieurs

| Rang                                        | Nom                  | Pays        | Points | Programme court | Programme court | Programme libre | Programme libre |
| ------------------------------------------- | -------------------- | ----------- | ------ | --------------- | --------------- | --------------- | --------------- |
| 1                                           | Brian Joubert        | France      | 227.12 | 2               | 75.18           | 1               | 151.94          |
| 2                                           | Tomáš Verner         | Tchéquie    | 212.69 | 1               | 76.56           | 3               | 136.13          |
| 3                                           | Kevin Van Der Perren | Belgique    | 204.85 | 4               | 67.18           | 2               | 137.67          |
| 4                                           | Sergei Davydov       | Biélorussie | 204.78 | 3               | 70.14           | 4               | 134.64          |
| 5                                           | Andrei Lutai         | Russie      | 200.54 | 5               | 66.97           | 6               | 133.57          |
| 6                                           | Alban Préaubert      | France      | 199.95 | 6               | 66.10           | 5               | 133.85          |
| 7                                           | Karel Zelenka        | Italie      | 191.73 | 8               | 64.53           | 7               | 127.20          |
| 8                                           | Jamal Othman         | Suisse      | 182.14 | 11              | 62.82           | 10              | 119.32          |
| 9                                           | Gregor Urbas         | Slovénie    | 181.07 | 12              | 61.70           | 9               | 119.37          |
| 10                                          | Kristoffer Berntsson | Suède       | 177.54 | 7               | 64.83           | 11              | 112.71          |
| 11                                          | Stefan Lindemann     | Allemagne   | 176.17 | 17              | 54.21           | 8               | 121.96          |
| 12                                          | Yannick Ponsero      | France      | 172.27 | 10              | 63.11           | 13              | 109.16          |
| 13                                          | Anton Kovalevski     | Ukraine     | 172.01 | 9               | 63.67           | 15              | 108.34          |
| 14                                          | Moris Pfeifhofer     | Suisse      | 163.08 | 14              | 57.89           | 16              | 105.19          |
| 15                                          | Philipp Tischendorf  | Allemagne   | 162.94 | 16              | 54.48           | 14              | 108.46          |
| 16                                          | Andrei Griazev       | Russie      | 162.23 | 13              | 59.10           | 17              | 103.13          |
| 17                                          | Igor Macypura        | Slovaquie   | 159.61 | 20              | 49.57           | 12              | 110.04          |
| 18                                          | Sergei Dobrin        | Russie      | 153.70 | 15              | 56.68           | 19              | 97.02           |
| 19                                          | Pavel Kaška          | Tchéquie    | 145.89 | 21              | 47.56           | 18              | 98.33           |
| 20                                          | Przemysław Domański  | Pologne     | 138.67 | 24              | 45.84           | 20              | 92.83           |
| 21                                          | John Hamer           | Royaume-Uni | 136.47 | 18              | 51.02           | 21              | 85.45           |
| 22                                          | Boris Martinec       | Croatie     | 134.00 | 19              | 50.67           | 22              | 83.33           |
| 23                                          | Ari-Pekka Nurmenkari | Finlande    | 128.08 | 22              | 46.67           | 23              | 81.41           |
| 24                                          | Sergei Kotov         | Israël      | 124.90 | 23              | 46.01           | 24              | 78.89           |
| Patineurs éliminés après le programme court |                      |             |        |                 |                 |                 |                 |
| 25                                          | Alper Uçar           | Turquie     |        | 25              | 42.16           | NC              | NC              |
| 26                                          | Michael Chrolenko    | Norvège     |        | 26              | 42.13           | NC              | NC              |
| 27                                          | Manuel Koll          | Autriche    |        | 27              | 42.00           | NC              | NC              |
| 28                                          | Javier Fernández     | Espagne     |        | 28              | 41.73           | NC              | NC              |
| 29                                          | Adrian Matei         | Roumanie    |        | 29              | 41.38           | NC              | NC              |
| 30                                          | Naiden Borichev      | Bulgarie    |        | 30              | 40.48           | NC              | NC              |
| 31                                          | Ivan Blagov          | Azerbaïdjan |        | 31              | 39.46           | NC              | NC              |
| 32                                          | Zoltán Kelemen       | Roumanie    |        | 32              | 32.70           | NC              | NC              |

### Dames
| Rang                                          | Nom                      | Pays        | Points | Programme court | Programme court | Programme libre | Programme libre |
| --------------------------------------------- | ------------------------ | ----------- | ------ | --------------- | --------------- | --------------- | --------------- |
| 1                                             | Carolina Kostner         | Italie      | 174.79 | 2               | 60.46           | 1               | 114.33          |
| 2                                             | Sarah Meier              | Suisse      | 171.28 | 1               | 60.49           | 2               | 110.79          |
| 3                                             | Kiira Korpi              | Finlande    | 151.19 | 5               | 53.84           | 4               | 97.35           |
| 4                                             | Susanna Pöykiö           | Finlande    | 146.02 | 7               | 49.47           | 5               | 96.55           |
| 5                                             | Valentina Marchei        | Italie      | 144.28 | 12              | 46.43           | 3               | 97.85           |
| 6                                             | Alisa Drei               | Finlande    | 141.90 | 9               | 48.78           | 6               | 93.12           |
| 7                                             | Ielena Sokolova          | Russie      | 139.71 | 8               | 48.85           | 7               | 90.86           |
| 8                                             | Elene Gedevanishvili     | Géorgie     | 137.32 | 3               | 54.62           | 9               | 82.70           |
| 9                                             | Júlia Sebestyén          | Hongrie     | 136.05 | 4               | 53.87           | 10              | 82.18           |
| 10                                            | Tuğba Karademir          | Turquie     | 131.00 | 13              | 46.19           | 8               | 84.81           |
| 11                                            | Alexandra Ievleva        | Russie      | 126.99 | 6               | 50.28           | 14              | 76.71           |
| 12                                            | Jelena Glebova           | Estonie     | 126.80 | 10              | 47.35           | 12              | 79.45           |
| 13                                            | Tamar Katz               | Israël      | 126.09 | 11              | 47.15           | 13              | 78.94           |
| 14                                            | Lina Johansson           | Suède       | 120.64 | 15              | 44.03           | 15              | 76.61           |
| 15                                            | Jenna McCorkell          | Royaume-Uni | 120.47 | 20              | 40.27           | 11              | 80.20           |
| 16                                            | Idora Hegel              | Croatie     | 119.96 | 14              | 44.99           | 16              | 74.97           |
| 17                                            | Anne-Sophie Calvez       | France      | 116.96 | 16              | 43.78           | 17              | 73.18           |
| 18                                            | Viktória Pavuk           | Hongrie     | 110.98 | 21              | 39.45           | 18              | 71.53           |
| 19                                            | Kristin Wieczorek        | Allemagne   | 110.20 | 23              | 39.13           | 19              | 71.07           |
| 20                                            | Christiane Berger        | Allemagne   | 109.17 | 17              | 43.05           | 22              | 66.12           |
| 21                                            | Roxana Luca              | Roumanie    | 108.34 | 22              | 39.31           | 21              | 69.03           |
| 22                                            | Anna Jurkiewicz          | Pologne     | 107.31 | 24              | 37.44           | 20              | 69.87           |
| 23                                            | Radka Bártová            | Slovaquie   | 105.12 | 19              | 40.90           | 23              | 64.22           |
| 24                                            | Irina Movchan            | Ukraine     | 102.94 | 18              | 41.42           | 24              | 61.52           |
| Patineuses éliminées après le programme court |                          |             |        |                 |                 |                 |                 |
| 25                                            | Kathrin Freudelsperger   | Autriche    |        | 25              | 36.84           | NC              | NC              |
| 26                                            | Karen Venhuizen          | Pays-Bas    |        | 26              | 35.72           | NC              | NC              |
| 27                                            | Sonia Radeva             | Bulgarie    |        | 27              | 34.61           | NC              | NC              |
| 28                                            | Ksenia Doronina          | Russie      |        | 28              | 34.31           | NC              | NC              |
| 29                                            | Julia Sheremet           | Biélorussie |        | 29              | 33.98           | NC              | NC              |
| 30                                            | Mérovée Ephrem           | Monaco      |        | 30              | 31.34           | NC              | NC              |
| 31                                            | Maria-Elena Papasotiriou | Grèce       |        | 31              | 31.26           | NC              | NC              |
| 32                                            | Isabelle Pieman          | Belgique    |        | 32              | 30.19           | NC              | NC              |
| 33                                            | Ivana Hudziecová         | Tchéquie    |        | 33              | 28.46           | NC              | NC              |
| 34                                            | Melissandre Fuentes      | Andorre     |        | 34              | 28.44           | NC              | NC              |
| 35                                            | Ksenia Jastsenjski       | Serbie      |        | 35              | 27.88           | NC              | NC              |
| 36                                            | Julia Teplih             | Lettonie    |        | 36              | 24.70           | NC              | NC              |
| 37                                            | Rūta Gajauskaitė         | Lituanie    |        | 37              | 24.34           | NC              | NC              |
| 38                                            | Kristina Shlobina        | Azerbaïdjan |        | 38              | 23.97           | NC              | NC              |

### Couples
| Rang    | Nom                                    | Pays        | Points | Programme court | Programme court | Programme libre | Programme libre |
| ------- | -------------------------------------- | ----------- | ------ | --------------- | --------------- | --------------- | --------------- |
| 1       | Aljona Savchenko / Robin Szolkowy      | Allemagne   | 199.39 | 1               | 65.38           | 1               | 134.01          |
| 2       | Maria Petrova / Aleksey Tikhonov       | Russie      | 179.61 | 2               | 62.22           | 2               | 117.39          |
| 3       | Dorota Zagórska / Mariusz Siudek       | Pologne     | 170.91 | 3               | 57.81           | 3               | 113.10          |
| 4       | Julia Obertas / Sergei Slavnov         | Russie      | 156.96 | 4               | 57.04           | 5               | 99.92           |
| 5       | Tatiana Volosozhar / Stanislav Morozov | Ukraine     | 155.35 | 5               | 53.62           | 4               | 101.73          |
| 6       | Elena Efaieva / Alexei Menshikov       | Russie      | 141.05 | 7               | 45.86           | 6               | 95.19           |
| 7       | Mari Vartmann / Florian Just           | Allemagne   | 132.76 | 6               | 47.19           | 9               | 85.57           |
| 8       | Marylin Pla / Yannick Bonheur          | France      | 130.67 | 12              | 42.51           | 7               | 88.16           |
| 9       | Laura Magitteri / Ondřej Hotárek       | Italie      | 130.15 | 9               | 43.82           | 8               | 86.33           |
| 10      | Dominika Piątkowska / Dmitri Khromin   | Pologne     | 122.98 | 8               | 45.55           | 11              | 77.43           |
| 11      | Stacey Kemp / David King               | Royaume-Uni | 121.06 | 13              | 42.11           | 10              | 78.95           |
| 12      | Rebecca Handke / Daniel Wende          | Allemagne   | 119.25 | 10              | 43.56           | 13              | 75.69           |
| 13      | Adeline Canac / Maximin Coia           | France      | 118.90 | 11              | 43.07           | 12              | 75.83           |
| 14      | Diana Rennik / Aleksei Saks            | Estonie     | 115.54 | 14              | 41.17           | 14              | 74.37           |
| Forfait | Ekaterina Sosinova / Fedor Sokolov     | Azerbaïdjan |        | NC              | NC              | NC              | NC              |

### Danse sur glace
| Rang                                               | Nom                                                | Nation      | Points | Danse imposée | Danse imposée | Danse originale | Danse originale | Danse libre | Danse libre |
| -------------------------------------------------- | -------------------------------------------------- | ----------- | ------ | ------------- | ------------- | --------------- | --------------- | ----------- | ----------- |
| 1                                                  | Isabelle Delobel / Olivier Schoenfelder            | France      | 199.47 | 1             | 39.57         | 1               | 60.71           | 2           | 99.19       |
| 2                                                  | Oksana Domnina / Maksim Chabaline                  | Russie      | 199.16 | 2             | 38.99         | 2               | 59.78           | 1           | 100.39      |
| 3                                                  | Albena Denkova / Maxim Staviski                    | Bulgarie    | 193.73 | 3             | 38.56         | 3               | 56.56           | 3           | 98.61       |
| 4                                                  | Jana Khokhlova / Sergey Novitski                   | Russie      | 175.76 | 5             | 33.46         | 4               | 52.59           | 4           | 89.71       |
| 5                                                  | Sinead Kerr / John Kerr                            | Royaume-Uni | 171.90 | 6             | 33.44         | 6               | 51.32           | 5           | 87.14       |
| 6                                                  | Federica Faiella / Massimo Scali                   | Italie      | 170.26 | 4             | 34.53         | 5               | 52.41           | 6           | 83.32       |
| 7                                                  | Kristin Fraser / Igor Lukanin                      | Azerbaïdjan | 157.63 | 8             | 29.69         | 9               | 48.51           | 7           | 79.43       |
| 8                                                  | Anna Cappellini / Luca Lanotte                     | Italie      | 155.28 | 9             | 28.92         | 8               | 49.78           | 11          | 76.58       |
| 9                                                  | Pernelle Carron / Matthieu Jost                    | France      | 152.47 | 14            | 26.32         | 10              | 46.76           | 8           | 79.39       |
| 10                                                 | Anna Zadorozhniuk / Sergei Verbillo                | Ukraine     | 149.62 | 10            | 27.49         | 12              | 44.47           | 9           | 77.66       |
| 11                                                 | Alexandra Zaretski / Roman Zaretski                | Israël      | 148.05 | 12            | 27.31         | 11              | 44.86           | 12          | 75.88       |
| 12                                                 | Ekaterina Rubleva / Ivan Shefer                    | Russie      | 147.81 | 11            | 27.48         | 13              | 43.04           | 10          | 77.29       |
| 13                                                 | Alla Beknazarova / Vladimir Zuev                   | Ukraine     | 138.25 | 13            | 27.06         | 14              | 41.52           | 15          | 69.67       |
| 14                                                 | Anastasia Grebenkina / Vazgen Azroyan              | Arménie     | 136.32 | 15            | 25.00         | 17              | 40.99           | 14          | 70.33       |
| 15                                                 | Grethe Grünberg / Kristian Rand                    | Estonie     | 134.53 | 20            | 21.98         | 15              | 41.32           | 13          | 71.23       |
| 16                                                 | Nelli Zhiganshina / Alexander Gazsi                | Allemagne   | 133.20 | 16            | 22.91         | 16              | 41.09           | 16          | 69.20       |
| 17                                                 | Kamila Hájková / David Vincour                     | Tchéquie    | 127.15 | 19            | 22.26         | 19              | 38.85           | 17          | 66.04       |
| 18                                                 | Katherine Copely / Deividas Stagniūnas             | Lituanie    | 124.53 | 21            | 21.14         | 20              | 37.77           | 18          | 65.62       |
| 19                                                 | Barbora Silná / Dmitri Matsjuk                     | Autriche    | 123.56 | 17            | 22.80         | 18              | 40.84           | 23          | 59.92       |
| 20                                                 | Zsuzsanna Nagy / György Elek                       | Hongrie     | 120.23 | 23            | 21.04         | 21              | 36.01           | 20          | 63.18       |
| 21                                                 | Joanna Budner / Jan Mościcki                       | Pologne     | 119.20 | 22            | 21.14         | 22              | 35.79           | 21          | 62.27       |
| 22                                                 | Nora von Bergen / David DeFazio                    | Suisse      | 118.81 | 24            | 20.47         | 23              | 34.99           | 19          | 63.35       |
| 23                                                 | Phillipa Towler-Green / Phillip Poole              | Royaume-Uni | 116.06 | 18            | 22.31         | 24              | 32.74           | 22          | 61.01       |
| Abandon                                            | Nóra Hoffmann / Attila Elek                        | Hongrie     | 81.47  | 7             | 30.64         | 7               | 50.83           |             |             |
| Couples de danse éliminés après la danse originale |                                                    |             |        |               |               |                 |                 |             |             |
| 25                                                 | Nicolette Amie House / Aidas Reklys                | Lituanie    | 49.63  | 25            | 18.64         | 25              | 30.99           | NC          | NC          |
| 26                                                 | Christa-Elizabeth Goulakos / Eric Neumann-Aubichon | Grèce       | 44.73  | 26            | 14.78         | 26              | 29.95           | NC          | NC          |
| 27                                                 | Evgenia Melnik / Oleg Krupen                       | Biélorussie | 39.54  | 27            | 11.87         | 27              | 27.67           | NC          | NC          |